# Patayamatebele
Patayamatebele est une ville du Botswana.